# Interstate 64
Interstate 64 (I-64) é uma rodovia interestadual leste-oeste no Leste dos Estados Unidos. Seu terminal oeste fica na I-70, U.S. Route 40 (US 40) e US 61 em Wentzville, Missouri. Seu terminal leste fica no Bowers Hill Interchange com a I-264 e a I-664 em Bower's Hill, em Chesapeake, Virgínia. A I-64 liga a Grande St. Louis, a Região Metropolitana de Louisville, a Região Metropolitana de Lexington-Fayette, a Região Metropolitana de Charleston, a Região Metropolitana de Richmond e Hampton Roads.